# Carolyne zu Sayn-Wittgenstein

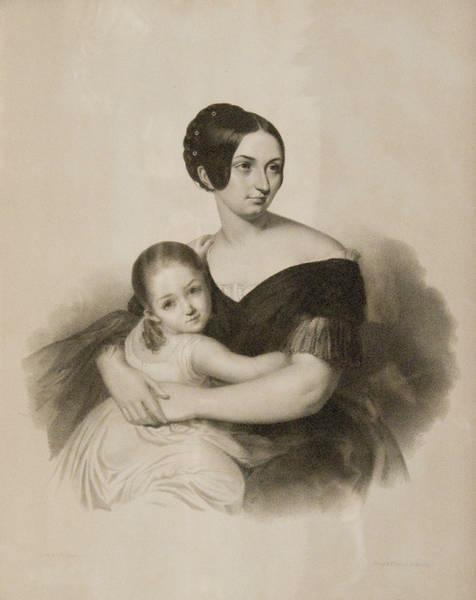
Carolyne zu Sayn-Wittgenstein con su hija Marie, alrededor de 1840.

Carolyne zu Sayn-Wittgenstein (8 de febrero de 1819 - 9 de marzo de 1887) fue una noble polaca que mantuvo una relación de 40 años con el compositor húngaro Franz Liszt.

## Biografía
Karolina Elżbieta Iwanowska nació en Woronińce (actual Voronivtsi [Воронівці], Ucrania), una de las muchas fincas que poseían sus padres en el este de Polonia, entonces provincia del Imperio ruso.
El 26 de abril de 1836, se casó con un oficial del servicio ruso, el príncipe Nikolaus zu Sayn-Wittgenstein-Ludwigsburg (1812-1864, hijo de Peter Wittgenstein) un miembro de una antigua casa nobiliaria de alemanes del Báltico. Tuvieron una única hija, Marie Pauline Antoinette (1837-1920) que más tarde se casó con el príncipe Konstantin zu Hohenlohe-Waldenburg-Schillingsfürst.
Carolyne conoció a Franz Liszt en 1847, durante una de sus giras musicales por Rusia. Ella se había separado de su marido durante algún tiempo y ambos comenzaron a vivir juntos en Weimar en 1848.
La princesa era católica y finalmente quiso casarse con Liszt y regularizar su situación pero, dado que ella había estado casada y su marido todavía estaba vivo, tuvo que convencer a las autoridades de la Iglesia de que su matrimonio con él no había sido válido. Después de un intrincado proceso, temporalmente tuvo éxito (septiembre de 1860). La pareja planeó casarse en Roma, para el 50 cumpleaños del compositor, el 22 de octubre de 1861. Liszt llegó a Roma el día anterior, sólo para encontrar a la princesa que, finalmente, no podría casarse con él. En efecto, y al parecer, el marido de la princesa y el Zar de Rusia habían conseguido anular el permiso del Vaticano que permitía el matrimonio. Luego se vio que, una vez más, se trataba de una cuestión puramente económica, puesto que también el gobierno ruso confiscó a la princesa varias de sus fincas (que poseía miles de siervos), lo que hizo inviable su posterior matrimonio con Liszt o cualquier otra persona. Además, el escándalo habría perjudicado seriamente el matrimonio de su hija (claramente el motivo por el cual el Príncipe puso fin a los planes de casamiento).
Posteriormente, su relación con Liszt se convirtió en un amor platónico, sobre todo después de que el compositor recibió las órdenes menores de la Iglesia Católica y se convirtió en abbé. 
Carolyne fue una periodista y ensayista aficionada y se conjetura que realizó gran parte de varias de las publicaciones de Liszt, en especial su Life of Chopin. Mantuvo una enorme correspondencia con Liszt, y muchos otros, que es de vital interés histórico. Admiraba y alentó a Hector Berlioz, como se desprende de su extensa correspondencia. Berlioz dedicó Los troyanos a la princesa Carolyne. 
Tras la muerte del compositor el 31 de julio de 1886, quedó tan deprimida que sólo le sobrevivió unos pocos meses. Efectivamente, murió en Roma el 9 de marzo de 1887. 
Fue interpretada por Capucine en la película de 1960 Song Without End y por Sara Kestelman en la película Lisztomania de 1975.

## Obras
Carolyne zu Sayn-Wittgenstein fue escritora pero sus obras fueron impresas en su mayoría con carácter privado. La más destacada de ellas fue Des causes intérieures de la faiblesse extérieure de l'Église, 24 volúmenes. Este libro estuvo catalogado en el Index Librorum Prohibitorum.
Póstumamente se publicó La vie chretienne au milieu du monde et en notre siècle. Entretiens pratiques recueillis et publiés par Henri Lasserre, París (1895).